# Брезовці (Пуцонці)
Брезовці (словен. Brezovci) — поселення в общині Пуцонці, Помурський регіон, Словенія. Висота над рівнем моря: 203 м.